# 格拉馬達
格拉馬達是保加利亞的城鎮，位於該國西北部多瑙河平原西部，距離首府維丁30公里，由維丁州負責管轄，面積65.81平方公里，海拔高度230米，2009年人口1,647。

## 外部連結
- Gramada municipality page at the Vidin Province website （页面存档备份，存于） （保加利亚文）

43°50′N 22°40′E / 43.833°N 22.667°E